# Heinrich Angst (Sammler)

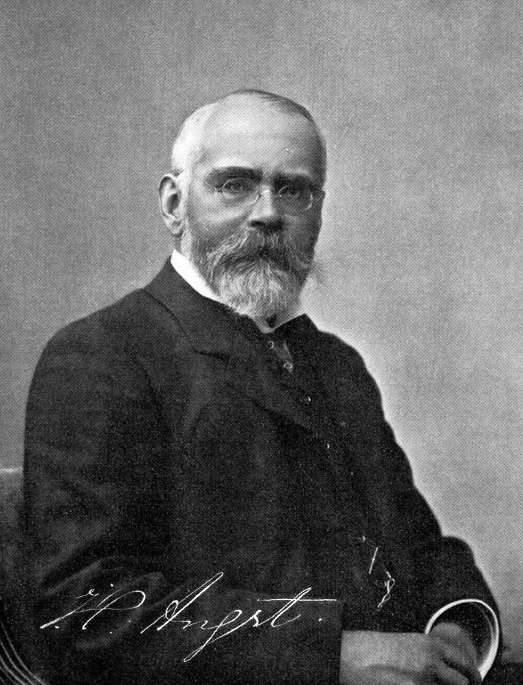
Heinrich Angst

Heinrich Angst (* 18. Oktober 1847 in Regensberg; † 14. Mai 1922 ebenda) war ein Schweizer Textilkaufmann, Sammler und einer der besten Antiquitätenkenner der Schweiz sowie erster Direktor des Schweizerischen Landesmuseums in Zürich.

## Leben und Werk
Die Vorfahren von Heinrich Angst wanderten im 16. Jahrhundert aus dem Bezirk Wil nach Eglisau und später nach Regensberg ein. Sein Vater war Johannes Angst (* 1796), der neben unzähligen anderen kleinen Ämtern die Stelle eines Schuldenschreibers (Hypothekarbeamten) innehatte. Seine Mutter war Rosina Stapfer, die Tochter des Kreislehrers und Gründers des «Knabeninstituts Stapfer» in Horgen.
Heinrich Angst besuchte in Schöfflisdorf die Sekundarschule und anschliessend für drei Jahre das Gymnasium in Zürich. Dort verbrachte er seine Freizeit u. a. in den Sammlungsräumen der Antiquarischen Gesellschaft in Zürich und lernte dabei deren Gründer Ferdinand Keller kennen. Heinrich Angst studierte ab 1864 an der ETH Zürich Architektur. Im Winter 1869/1870 musste er das Studium aber wegen eines Augenleidens abbrechen. Nach der Rekrutenschule in Frauenfeld schlug er eine Kaufmannskarriere ein.
1870 reiste Heinrich Angst zum ersten Mal nach London, wo er eine Anstellung in der dortigen Schweizer Seidenfirma «Streckeisen, Bischof & Cie.» bekam. Deren Besitzer war langjähriger Schweizer Generalkonsul in London. Als die Firma 1876 in Konkurs ging, wechselte Heinrich Angst zu der Importfirma «Dufour Bros. & Cie.».
In England lernte er Margaret Jennings kennen, die er 1873 heiratete und deren Markensammlung er ausbaute. Er sammelte chinesische und japanische Seidenmuster sowie exotische Kuriositäten.
Als Gottfried Keller Heinrich Angst die Züricher Novellen sendete und er im Band Der Landvogt von Greifensee über die Porzellanmanufaktur Kilchberg-Schooren las, begann er sich für die ihm bis zu diesem Zeitpunkt nicht bekannte Manufaktur zu interessieren. Kurze Zeit später hielt er sich im Norden von England auf und entdeckte durch Zufall eine Gantanzeige, in der auch Porzellan aus Zürich angeboten wurde.
1878 kehrte Heinrich Angst auf Drängen seiner Eltern nach Zürich zurück, wo er bis 1888 als Vertreter seiner ehemaligen Vorgesetzten für den Verkauf asiatischer Seide zuständig war. Seine rege Sammeltätigkeit schweizerischer Altertümer, insbesondere der in Majolika-Technik angefertigten Fayence-Kachelöfen aus Winterthur und des Porzellans aus Kilchberg, setzte er neben seinen geschäftlichen Tätigkeiten fort.
Heinrich Angst schloss sich in Zürich für kurze Zeit der von Friedrich Salomon Vögelin und Theodor Curti gegründeten «radikaldemokratischen Bewegung» an. Mit Vögelin blieb er zeit seines Lebens befreundet. Als dieser für die Schweizerische Landesausstellung 1883 eine Abteilung für alte Kunst schuf, steuerte Heinrich Angst seine altschweizerische Glasgemäldesammlung bei. Ihrer Initiative ist es zu verdanken, dass der Bund 1886 für den Erwerb schweizerischer Altertümer ein Budget von 50'000 Schweizer Franken sprach.
Zusammen mit Johann Rudolf Rahn und Heinrich Zeller-Werdmüller verfolgte Angst weiterhin das Projekt, in Zürich ein Landesmuseum aufzubauen. Konkurrenz erhielt er durch den aus Basel stammenden Architekten Ludwig Merian, der seine Sammlung sowie sein beträchtliches Vermögen zur Gründung eines Schweizerischen Nationalmuseums der Eidgenossenschaft vermacht hatte.
Im Frühjahr 1886 wurde Heinrich Angst zum britischen Vizekonsul unter dem Konsul in Genf ernannt. Nach dessen Tod wurde er Honorarkonsul für die ganze deutsche und die italienische Schweiz und 1896 Generalkonsul.
Der Gesetzesentwurf für ein Schweizerisches Landesmuseum in Zürich wurde am 12. Dezember 1889 vom Ständerat und am 27. Juni 1890 vom Nationalrat angenommen. Als 1896/1897 Ferdinand Hodler den Wettbewerb für die Ausmalung des Waffensaals im Landesmuseum gewann, führte das zum längsten und erbittertsten Kunststreit in der Schweiz, in dem sich Angst als Gegenspieler Hodlers positionierte.
Heinrich Angst wurde neben seinem Amt als Generalkonsul von 1892 bis 1903 der erste Direktor des Schweizerischen Landesmuseums und brachte einen beträchtlichen Teil seiner privaten Sammlung ein, insbesondere im Bereich der Schweizer Keramik. Sein Doppelmandat stiess im Laufe der Zeit auf immer mehr Widerstand, und als er 1903 vor die Wahl gestellt wurde, entweder als Direktor oder als Generalkonsul tätig zu sein, entschied er sich für das Letztere und demissionierte Ende des Jahres als Direktor des Landesmuseums. Als einflussreiches Mitglied der Landesmuseumskommission wirkte er noch bis 1916. Seine Leihgaben, u. a. die grosse Ofen- und Ofenkachelsammlung, überliess er dem Landesmuseum, im Gegenzug erhielt er von der Institution eine lebenslängliche Rente. 1919 erfolgte eine weitere Schenkung an die Eidgenossenschaft, diesmal jedoch an das Bundesarchiv.
Heinrich Angsts Nachfolger wurde sein Vizedirektor Hans Lehmann. Dieser war von 1904 bis 1936 Direktor des Schweizerischen Landesmuseums. Sein Vizedirektor wurde Josef Zemp.
Richard Kissling schuf 1909 für die Waffenhalle des Schweizerischen Landesmuseums Porträtkarikaturen von Heinrich Angst, Johann Rudolf Rahn, Heinrich Zeller-Werdmüller und Hans Konrad Pestalozzi.
Heinrich Angst war einer der besten Antiquitätenkenner der Schweiz. In seinem Testament bestimmte er eine grosse Summe für Nachforschungen im Murtensee nach burgundischen Rüstungen und Waffen unter der Bedingung, dass die Fundstücke in Murten verbleiben müssten. Der Gemeinde Regensberg vermachte er seine reiche Kollektion von Abbildungen und historischen Reliquien. In der Zentralbibliothek Zürich wird eine Auflistung des Nachlasses von Heinrich Angst aufbewahrt.
Für seine Verdienste verlieh die Stadt Zürich Heinrich Angst das Bürgerrecht. Die Universität Zürich und die Harvard University verliehen ihm die Ehrendoktorwürde.

## Publikationen
- Zürcher Porzellan. In: Die Schweiz. 9. Jg., Nr. 1, 1. Januar 1905, S. 2–19.